# SpaceX CRS-27
SpaceX CRS-27 byla zásobovací mise lodi Dragon 2 společnosti SpaceX k Mezinárodní vesmírné stanici (ISS), sedmá v rámci programu Commercial Ressuply Services 2. Start kosmické lodi se zhruba 3 tunami zásob a provozního a vědeckého materiálu se uskutečnil 15. března 2023, let trval 31 dní.

## Kosmická loď Cargo Dragon

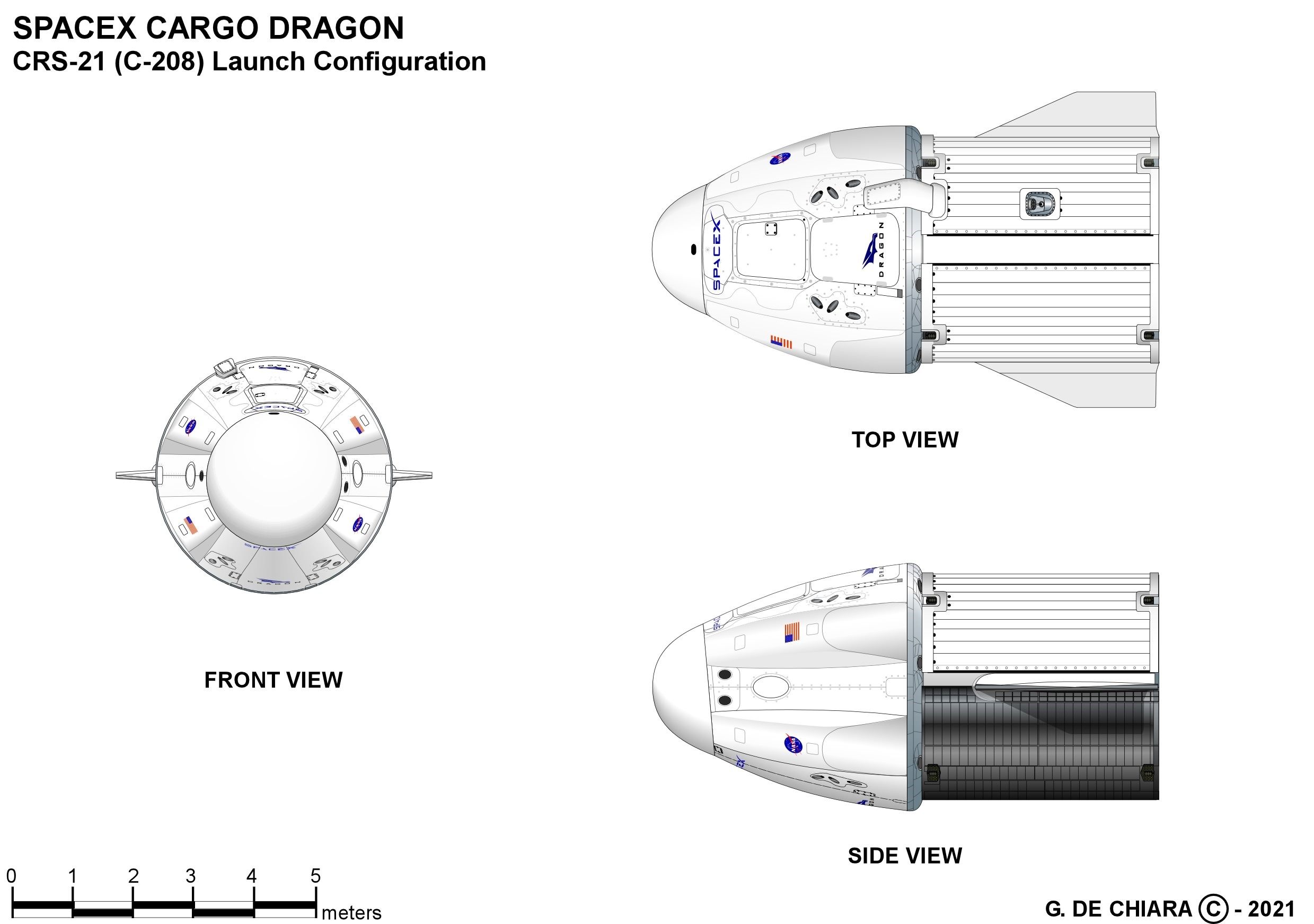
Cargo Dragon ve startovní konfiguraci.

Cargo Dragon je nákladní kosmická loď navržená společností SpaceX, v současnosti jediný prostředek schopný dopravit náklad nejen ze Země na nízkou oběžnou dráhu, ale také nazpět. Tvoří ji znovupoužitelná kabina kónického tvaru a nástavec v podobě dutého válce (tzv. trunk). V kabině je pro náklad určen hermetizovaný prostor 9,3 m3 a v nástavci nehermetizovaných 12,1 m3 pro náklad, který nemusí být přepravován v kabině, zejména proto, že bude umístěn na vnějším povrchu ISS. Sestava kabiny a nástavce ve startovní pozici měří na výšku 8,1 metru a v průměru má 4 metry.
Celková nosnost lodi při startu je 6 000 kg na oběžnou dráhu a až 3 307 kg na ISS, z toho až 800 kg v nástavci. Zpět na Zemi může loď dopravit až 3 000 kg nákladu a v nástavci, který před přistáním odhodí, až 800 kg odpadu z ISS. SpaceX uvádí životnost lodi 75 dní, NASA však využívá zhruba polovinu této doby a nákladní Dragony se na Zemi vracejí po 5 až 6 týdnech.

## Průběh letu
Kabina C209 se na svůj třetí let vydala na špici rakety Falcon 9 (7. let prvního stupně B1073) z Kennedyho vesmírného střediska na Floridě 15. března 2023 v 00:30:42 UTC. Původně plánovaný termín – 12. března v 01:36 UTC – musel být odložen. Důvodem bylo několikadenní čekání na vhodné počasí pro přistání mise SpaceX Crew-5, protože teprve po jejím odletu a přistání se mohl k přednímu portu modulu Harmony připojit let CRS-27. První stupeň Falcon 9 po sedmi a půl minutách bez problémů přistál na autonomní plošině A Shortfall of Gravitas asi 300 km od kosmodromu. Loď se 35 hodin po startu, 16. března ve 11:31:43 UTC připojila k ISS.
Odpojení od stanice se uskutečnilo v naplánovaném čas 15. dubna 2023 v 15:05 UTC a o necelých šest hodin později, ve 20:58 UTC, přistála na hladinu Mexického zálivu nedaleko břehů Floridy u města Tampa.

## Užitečné zatížení

### Při příletu
Dragon 2 doručil na ISS celkem 2 852 kg nákladu, který tvořily:
- zásoby pro posádku, zejména potraviny včetně čerstvých a osobní věci (32 % nákladu, tj. 913 kg),
- vybavení pro výstupy do volného prostoru (6 %, tj. 171 kg),
- hardware pro údržbu a rozvoj stanice (19 %, tj. 542 kg),
- počítačové vybavení (do 1 %, tj. asi 28 kg),
- materiály a technika pro vědecký program NASA a jejích partnerů (včetně cubesatů určených k vypuštění na oběžnou dráhu) (42 %, tj. 1 198 kg).[10]

V hermetizované kabině bylo na oběžnou dráhu vyneseno 2 322 kg nákladu. Zbylých 530 kg bylo umístěno v nehermetizovaném nákladovém prostoru a tvoří ho vojenská testovací platforma STP-H9, která je určena k instalaci na vnější povrch stanice pomocí robotické ruky.
Z 60 nově doručených vědeckých experimentů a technologických demonstračních experimentů, se dva věnují výzkumu Národního institutu pro zdraví, zda klinicky schválené léky a nové terapie mohou působit proti změnám v srdečních buňkách a tkáních vyvolaným prostředním mikrogravitace při kosmických letech.
Amesovo výzkumné středisko poslalo k testování novou technologii zacílenou na efektivnější odstraňování oxidu uhličitého ze vzduchu uvnitř vesmírné stanice. Je založena na využití kapilárních sil v kapalinách, již se používá v ponorkách a nově bude otestována také v mikrogravitaci.
Evropská kosmická agentura v experimentu Biofilms získá data týkající se vzniku bakteriálních biofilmů ve vesmíru. Mikroorganismy v prostředí stanice vytvářejí na vnitřních površích slizký materiál odolný vůči čištění, který může poškozovat zařízení a způsobovat infekce. Posádka stanice otestuje různé typy antimikrobiálních povrchů, které by mohly růstu biofilmu bránit, a zjištění experimentu se uplatní při vývoji budoucích kosmických lodí.
Experiment Tanpopo-5 z japonské vesmírné agentury JAXA navazuje na čtyři předchozí experimenty, jejichž cílem bylo zkoumat reakce mikrobů odolných vůči radiaci, spor mechů a sloučenin aminokyselin na působení kosmického záření. Vědci doufají v nové poznatky související s hypotézami o vzniku života na Zemi přenos aminokyselin při dopadu meteoritů.
Důležitým testem je také experiment Námořní výzkumné laboratoře (NRL) pojmenovaný Space Wireless Energy Laser Link (SWELL) a zaměřený na technologii laserového přenosu energie. Jeho cílem je vytvořit optické spojení mezi laserovými vysílači a přijímači umístěnými v 5,7 stop dlouhé trubici – dosud totiž žádná demonstrace na oběžné dráze neověřila schopnost přenášet energii na vzdálenost větší než jeden metr s účinností vyšší než 1 %. Podle NRL byla Naproti tomu Zemi již byla proveditelnost a bezpečnost laserového přenosu energie podle NRL prokázána. Technologie by mohla vést k aplikacím pro přenos elektřiny z družice do vesmíru, z vesmírných generátorů energie zpět na Zemi nebo pro podporu misí v trvale zastíněných kráterech na Měsíci. V konečném důsledku by laserové vysílání energie mohlo sloužit i k pohonu kosmických lodí rekordní rychlostí pro průzkum mezihvězdného prostoru.

### Při návratu
Loď při návratu na Zemi odvezla různý materiál, zejména výsledky vědeckých experimentů provedených na palubě, ale také dusíkové a kyslíkové vysokotlaké nádrže k znovunaplnění a další technologie k opravám nebo výměně. Podle sdělení NASA dosáhla hmotnost nákladu dovezeného na Zemi asi 1 950 kilogramů.